# Lina Krasnorucka
Lina Władimirowna Krasnorucka, ros. Лина Красноруцкая (ur. 29 kwietnia 1984 w Obnińsku) – rosyjska tenisistka, reprezentantka w Pucharze Federacji.

## Kariera tenisowa
Była liderką rankingu juniorskiego i w 1999 wygrała grę pojedynczą juniorek US Open. W tym samym roku rozpoczęła oficjalnie karierę zawodową. W cyklu WTA Tour debiutowała w 1999 na turnieju w Luksemburgu, dochodząc do półfinału po zwycięstwach nad wyżej notowanymi rywalkami Magdaleną Maleewą i Silvią Fariną Elią. Obie przeciwniczki prowadziły wysoko (Maleewa 6:3, 5:2, Farina Elia 6:0, 3:1), ale Krasnorucka odwracała losy spotkań; w półfinale Rosjanka sama nie wykorzystała prowadzenia 7:5, 3:0 z Belgijką Dominique Van Roost, przegrywając w trzech setach.
W 2001 awansowała do czołowej setki rankingu. Jako jedna z najmłodszych zawodniczek w historii doszła do ćwierćfinału wielkoszlemowego French Open, pokonując m.in. Francuzkę Nathalie Tauziat, a przegrywając z Justine Henin. Była także w IV rundzie Wimbledonu. Od 2002 rozpoczęły się jej kłopoty zdrowotne – w Australian Open po wycofaniu Sereny Williams zajęła miejsce Amerykanki w drabince rozstawienia, ale sama skreczowała na początku pierwszego pojedynku z Conchitą Martínez. Kontuzja wykluczyła ją z gry na pół roku, w efekcie spadła w rankingu na koniec drugiej setki. Jesienią 2002 doszła do półfinału turnieju w Pattaya.
Sezon 2003 był najlepszy w dotychczasowej karierze Krasnoruckiej. Osiągnęła ćwierćfinał turnieju Pan Pacific w Tokio, przegrywając z Monicą Seles, której zrewanżowała się wkrótce w Doha (pierwsze zwycięstwo nad rywalką z czołowej dziesiątki rankingu). Latem 2003 doszła do finału prestiżowego turnieju Canadian Open (zaliczanego do kategorii Tier I), gdzie pokonała m.in. nową liderkę rankingu Kim Clijsters (w finale przegrała z Henin-Hardenne). W listopadzie 2003 zajmowała najwyższą w karierze pozycję w rankingu światowym – nr 26. Kolejne problemy zdrowotne uniemożliwiły jej starty wiosną i latem 2004 (zdołała zagrać w turniejach na kortach trawiastych, dochodząc m.in. do półfinału w 's-Hertogenbosch), w sezonie 2005 z życia turniejowego wykluczyła ją ciąża. Zawodniczka nie wyklucza powrotu do tenisa w 2006, ale rozważa także zakończenie kariery sportowej. W czasie przymusowych przerw zajmowała się komentowaniem tenisa w telewizji rosyjskiej.
Jedyne dotychczas zwycięstwo turniejowe Krasnorucka odniosła w deblu, w Hertogenbosch w 2003. Partnerowała jej rodaczka Jelena Diemientjewa. Kilka tygodni później Rosjanki osiągnęły także półfinał Wimbledonu, eliminując m.in. siostry Williams. Pod koniec 2003 Krasnorucka zajmowała 23. miejsce w klasyfikacji gry podwójnej. W US Open 2003 doszła do finału gry mieszanej w parze z Kanadyjczykiem Danielem Nestorem, przegrywając z Bobem Bryanem i Katariną Srebotnik w trzech setach (ostatni zakończony tie-breakiem) i nie wykorzystując trzech piłek meczowych. W 2001 była w składzie rosyjskiej reprezentacji w Pucharze Federacji.
Praworęczna zawodniczka, z bekhendem oburęcznym, w czasie aktywnej kariery przy wzroście 174 cm ważyła około 59 kg. Mieszka w rodzinnym Obnińsku.

## Wygrane turnieje

### gra podwójna (1)
|    | Data       | Turniej                       | Kat.          | ($)     | Naw.  | Partnerka           | Finalistki                    | Wynik         |
| 1. | 16/06/2003 | ’s-Hertogenbosch, Ordina Open | Kategoria III | 170 000 | trawa | Jelena Diemientjewa | Nadieżda Pietrowa Mary Pierce | 2:6, 6:3, 6:4 |

## Finały juniorskich turniejów wielkoszlemowych

### Gra pojedyncza (2)
| Końcowy wynik | Rok  | Turniej   | Nawierzchnia | Przeciwniczka     | Wynik finału |
| Finalistka    | 1999 | Wimbledon | Trawiasta    | Iroda Tulyaganova | 6:7(3), 4:6  |
| Zwyciężczyni  | 1999 | US Open   | Twarda       | Nadieżda Pietrowa | 6:3, 6:2     |

### Gra podwójna (1)
| Końcowy wynik | Rok  | Turniej | Nawierzchnia | Partnerka     | Przeciwniczki                   | Wynik finału |
| Finalistka    | 1999 | US Open | Twarda       | Galina Fokina | Dája Bedáňová Iroda Tulyaganova | 3:6, 4:6     |